# Буйдін Геннадій Георгійович
Генна́дій Гео́ргійович Бу́йдін (нар. 18 грудня 1960, Геленджик) — український російськомовний письменник; член Національної спілки письменників України з 1996 року.

## Життєпис
Народився 18 грудня 1960 року в місті Геленджику Краснодарського краю (нині Російська Федерація). 1985 року закінчив філологічний факультет Харківського державного університету.
Упродовж 1986—1988 років працював робітником-будівельником; у 1988—1989 роках — тренером дитячо-юнацької спортивної школи у Вовчанську; у 1990—1991 роках — кореспондентом газети «Красное знамя»; у 1991—1992 роках — кореспондентом тижневика «Панорама»; у 1992—1994 роках — менеджером видавничого відділу Інформаційного агентства «Злоба Дневи» у Харкові.

## Творчість
Друкується з 1982 року. Автор:
- збірки повістей та оповідань «Однажды вечером» (Харків, 1990);
- художньо-документальних нарисів «Бесовская сила» (Харків, 1992);
- книги прози, критики та есеїв «Открытые темы, или обьекты наблюдений».